# Людвіг фон Пастор
Людвіг Фрідріх Август фон Пастор (нім. Ludwig Friedrich August von Pastor, з 1916 Freiherr von Camperfelden; 31 січня 1854, Аахен — 30 вересня 1928, Інсбрук) — австрійський історик, дослідник історії Католицької церкви і папства.

## Життєпис
Закінчив гімназію у Франкфурті, потім навчався в Левені, Бонні та Відні. З 1881 року викладав у Інсбруцькому університеті, з 1887 року став його професором. У 1901 році отримав посаду директора Австрійського інституту в Римі, який він очолював з перервою в 1914—1919 роках до кінця життя. У 1908 році імператор Франц Йосиф I надав йому дворянський титул. У 1920 році був призначений послом Австрії при Святому Престолі і обіймав цю посаду до кінця життя. Був членом великої кількості наукових товариств, свого часу вважався одним з найавторитетніших істориків Католицької церкви.

## Родина
Батько — Людвіг Даніель Пастор (1800—1864), оптовий торговець хімікатами і фарбами в Кельні, потім у Франкфурті-на-Майні.
Мати — Анна Сибілла (1824—1899).
Дружина (з 1882 року) — Констанція Кауфманн (нім. Konstanze Kaufmann; 1857—1953), дочка Леопольда Кауфманна (1821—1898), обербургомістра Бонна в 1851—1875 рр.
Діти:
- Анна (1883—1980),
- Елізабет (1884—1947),
- Людвіг (1886—1973),
- Франц (1889—1954),
- Марія Пія.

## Наукова діяльність
Основні праці, написані на основі архівних джерел:
- «Die kirchlichen Reunionsbestrebungen während der Regierung Karls V» (Freiburg: Herder, 1879)
- «Die Korrespondenz des Kardinals Contarini während seiner deutschen Legation» (Münster, 1880).

Головна його праця, «Geschichte der Päpste seit dem Ausgang des Mittelalters» (Freiburg, 1886—1895; 2-е вид. — 1896), була перекладена на багато іноземних мов. Ця багатотомна праця, написана за архівними джерелами, в першу чергу ватиканськими, присвячена історії папства. Він також продовжував видання «Історії німецького народу» Янсена з 1893 по 1926 рік.

## Нагороди
- Командор ордена Франца Йосифа (Австро-Угорщина, 1905)[4]
- Командор ордена Святих Маврикія та Лазаря (Королівство Італія)
- Командор ордена Святого Сильвестра (Ватикан)
- Кавалер Великого хреста ордена Святого Григорія Великого (Ватикан, 10 травня 1911)[5]
- Кавалер ордена Пія IX (Ватикан)

## Вшанування пам'яті
У 1954 році іменем Людвіга фон Пастора названі вулиці у Відні (Pastorstraße у Флорідсдорфі) і Аахені (Von-Pastor-Straße у Буртшайді, міський округ Аахен-Мітте).